# Fernando Pimenta
Fernando Ismael Fernandes Pimenta (* 13. August 1989 in Ponte de Lima) ist ein portugiesischer Kanute. 

## Karriere
Im Alter von 11 Jahren begann Pimenta beim Clube Nautico de Ponte de Lima mit dem Kanusport. Während seiner Jugend versuchte er sich unter anderem im Kanu-Slalom, entschied sich jedoch für den Kajak-Rennsport.
Im Jahr 2010 errang er dann seine ersten großen Erfolge bei Welt- und Europameisterschaften. Bei den Kanurennsport-Weltmeisterschaften 2010 in Posen gewann er im Zweier-Kajak über 500 Meter Silber, während er bei den Europameisterschaften in Tresona über die gleiche Distanz Bronze holte. In den folgenden Jahren holte er sowohl bei Welt- als auch Europameisterschaften diverse Medaillen und Titel. Bei der ersten Ausgabe der Europaspiele im Jahr 2015 in Baku holte er ebenso zweimal Silber wie vier Jahre später bei der zweiten Ausgabe in Minsk.
Bei den Olympischen Sommerspielen 2012 in London gelang ihm zusammen mit Emanuel Silva ein historischer Erfolg: die beiden Portugiesen holten die erste portugiesische Medaille im Kanusport bei Olympischen Spielen. Nachdem er 2016 sowohl im Kajak-Einer als auch -Zweier ohne Edelmetall nach Hause gekommen war, holte er bei den Spielen in Tokio im Kajak-Einzel auch das erste Einzel-Edelmetall für Portugal.
Neben seinen Erfolgen im Kanurennsport ist Pimenta auch im Kanu-Marathon aktiv und konnte dort insgesamt drei Medaillen bei Weltmeisterschaften erringen. Pimenta startete zu Beginn seiner Karriere für den Clube Náutico de Ponte de Lima, seit 2018 für den SL Benfica.

## Auszeichnungen
Pimenta ist Träger des portugiesischen Verdienstordens und Großoffizier des Ordens des Infanten Dom Henrique. Er war bei den Olympischen Spielen 2012 Fahnenträger bei der Abschlusszeremonie.